# Frics
Frics (szlovákul: Fričovce) község Szlovákiában, az Eperjesi kerület Eperjesi járásában.

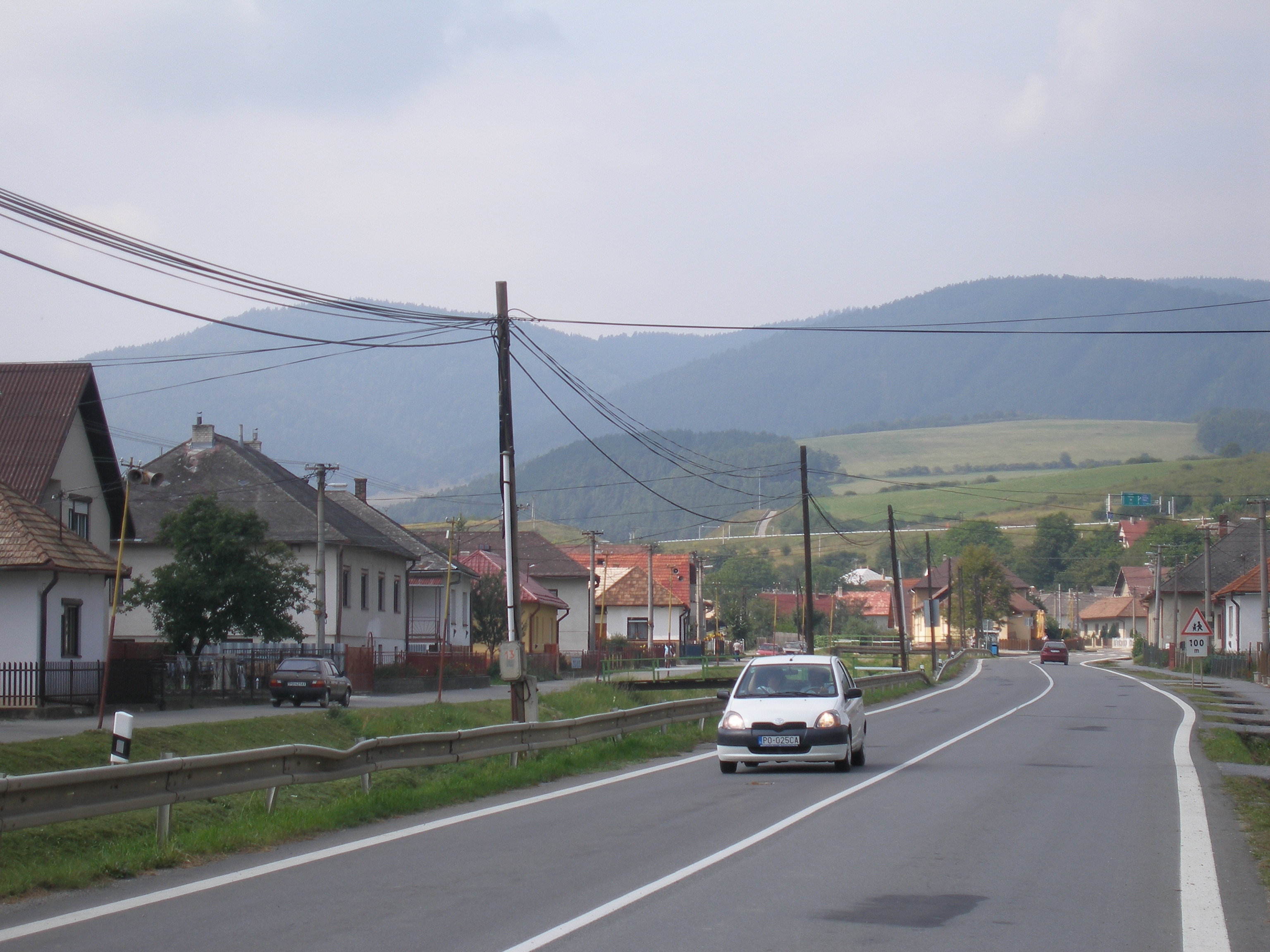
Frics - utcarészlet

## Fekvése
Eperjestől 20 km-re nyugatra, a Nagy-Szinye-patak partján fekszik. A 18-as út áthalad rajta, a D1/E50-es út közvetlenül mellette halad el.

## Története
A település a 13. század közepén történt betelepítéssel keletkezett. A szinyei uradalom része volt. 1320-ban „Frich” alakban említik először Tóth Péter birtokaként. 1330 előtt már birtokosai közt szerepel a Szalánc nembeli Wilermus mester, aki 1330-ban a birtokot Drugeth Ferencnek adja. 1333-ban Péter fiai Miklós, János és György lépnek birtokba. 1357-ben a Fricsi Petőcz család, majd 1360-ban a Somosiak birtoka. 1403-ban Friccsel összefüggésben Fricsi Bárius és István nevével találkozunk, akik Durazzói László lázadóihoz csatlakoztak, királyi birtokokat és templomokat fosztottak ki Dalmáciában. Büntetésül a király elveszi birtokaikat és Sárosi Kelemennek, valamint Hedry Györgynek adja.
1427-ben az adóösszeírás szerint 15 portája volt. 1430-ban Görgey György és Hedry Miklós, 1448-ban a Szepessy család, 1454-ben a Sirokay, Hedry és Bertóty család tűnik fel a birtokosok között. 1467-ben birtokosa, Budaméry Márkus Gergely eladja a Fink családnak. A 16. század közepén a Fekete család kerül tulajdonba a községben. 1687-től Frics önálló uradalom, melyet ezután többen is birtokoltak. Egyesek hasznára voltak a községnek, mások sötét időszakot hoztak. Csak emlékeik maradtak, a sírok, kripták és a templom, de mind közül a legszebb a kastély. 1787-ben 67 házában 500 lakos élt.
A 18. század végén Vályi András így ír róla: „FRITS. Fritzovtze. Elegyes tót falu Sáros Vármegyében, földes Ura Báró Gilányi, akinek leszármazotjai máig élnek, Dobrán (Terebesi járás), és Pécsy Urak, lakosai ó hitűek, fekszik Bertóttól nem meszsze Szepes Vármegyének szomszédságában, határbéli szántó földgyei termékenyek, réttye, legelője, erdeje szükségjekre elég, piatzozásoktol sem lélén meszsze, első Osztálybéli.”
1828-ban 73 háza és 540 lakosa volt, akik főként mezőgazdasággal, fazsindely készítéssel, tutajozással foglalkoztak.
Fényes Elek 1851-ben kiadott geográfiai szótárában így ír a faluról: „Frics (Fricowce), tót falu, Sáros vmegyében, az Eperjestől Szepesbe vezető postautban, Eperjeshez 2 1/4 mfldnyire: 538 kath., 3 evang., 24 zsidó lak. Kath. paroch. templom. Jó föld. Erdő. Van itt b. Ghilányinak egy régi kastélya. F. u. Ghilányi, Péchy.”
1920 előtt Sáros vármegye Kisszebeni járásához tartozott.
Lakói mezőgazdasági idénymunkákból, erdei munkákból, állattartásból éltek, Eperjes és Kassa üzemeiben dolgoztak. 1945-ben árvíz okozott súlyos károkat. A faluban szeszfőzde is működött.

## Népessége
| Év:            | 1994. | 2004.   | 2014.   | 2024.   |
| -------------- | ----- | ------- | ------- | ------- |
| Emberek száma: | 1060  | 1079    | 1116    | 1117    |
| Eltérés:       |       | +1,79 % | +3,42 % | +0,08 % |

| Év:            | 2023. | 2024.   |
| -------------- | ----- | ------- |
| Emberek száma: | 1133  | 1117    |
| Eltérés:       |       | -1,41 % |

1910-ben a községnek 559, túlnyomórészt szlovák anyanyelvű lakosa volt.
2001-ben 1064 lakosából 1026 szlovák és 35 cigány volt.
2011-ben 1092 lakosából 934 szlovák és 82 cigány volt.

## Neves személyek
- Itt született 1860-ban Ghillány Imre magyar politikus, országgyűlési képviselő, földművelésügyi miniszter.
- Itt született 1931-ben František Andraščík szlovák költő, regény- és esszéíró, irodalomkritikus.

## Nevezetességei
- 1623 és 1630 között épült itt Bertóthy Bálint kastélya. 1693-ban helyreállították, de 1715-ben megint rossz állapotban volt. Mai alakját az 1840-es átépítéskor kapta, amikor pompás reneszánsz várkastéllyá építették ki. Egykor erődfal és vizesárok övezte, 1950-ben állították helyre. Egy újabb, 2005-ös felújítást követően benne, valamint a mellette található ún. kúriában is hotel működik.
- Szent Bertalan tiszteletére szentelt római katolikus temetőkápolnája 1740-ben épült.
- A Szent Kassai vértanúk tiszteletére szentelt római katolikus temploma 1994-ben épült.

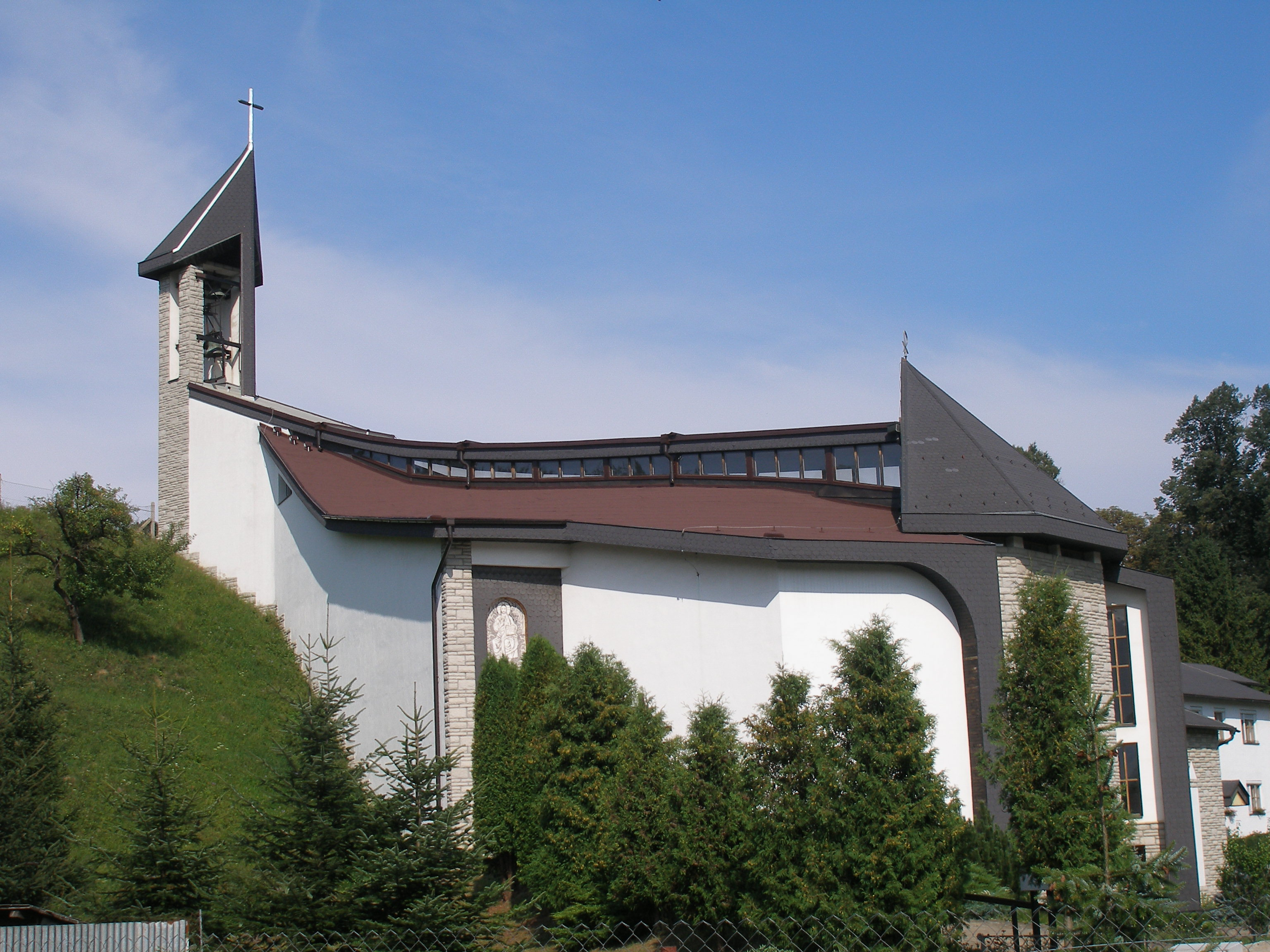
Frics - Katolikus templom